# Вооружённые силы Сан-Марино
Вооружённые силы Республики Сан-Марино (итал. Forze armate e di polizia sammarinesi) — общий термин, описывающий различные подразделения национальных сил обороны. В них входят: Арбалетный Корпус, Народное Ополчение, стража Генерального совета, Стража Скалы (в которую входят «Корпус в Униформе» и артиллерийская рота), военный оркестр, жандармерия.
Основной состав вооружённых сил государства задействован в церемониальных мероприятиях, связанных с национальными праздниками и встречами иностранных правительственных делегаций.
Воинской обязанности нет, но все граждане от 16 до 60 лет могут призываться на службу в армии, либо пойти добровольцем — с 18 лет.
3 декабря 2008 года страна подписала конвенцию о отказе использования кассетных боеприпасов (вступившую в действие с 1 августа 2010 года).
Затраты на армию, заложенные в бюджете страны составляют $10,7 млн (По информации 2012 года).
Сан-Марино не входит ни в НАТО, ни в ЕС[значимость факта?].

## Галерея

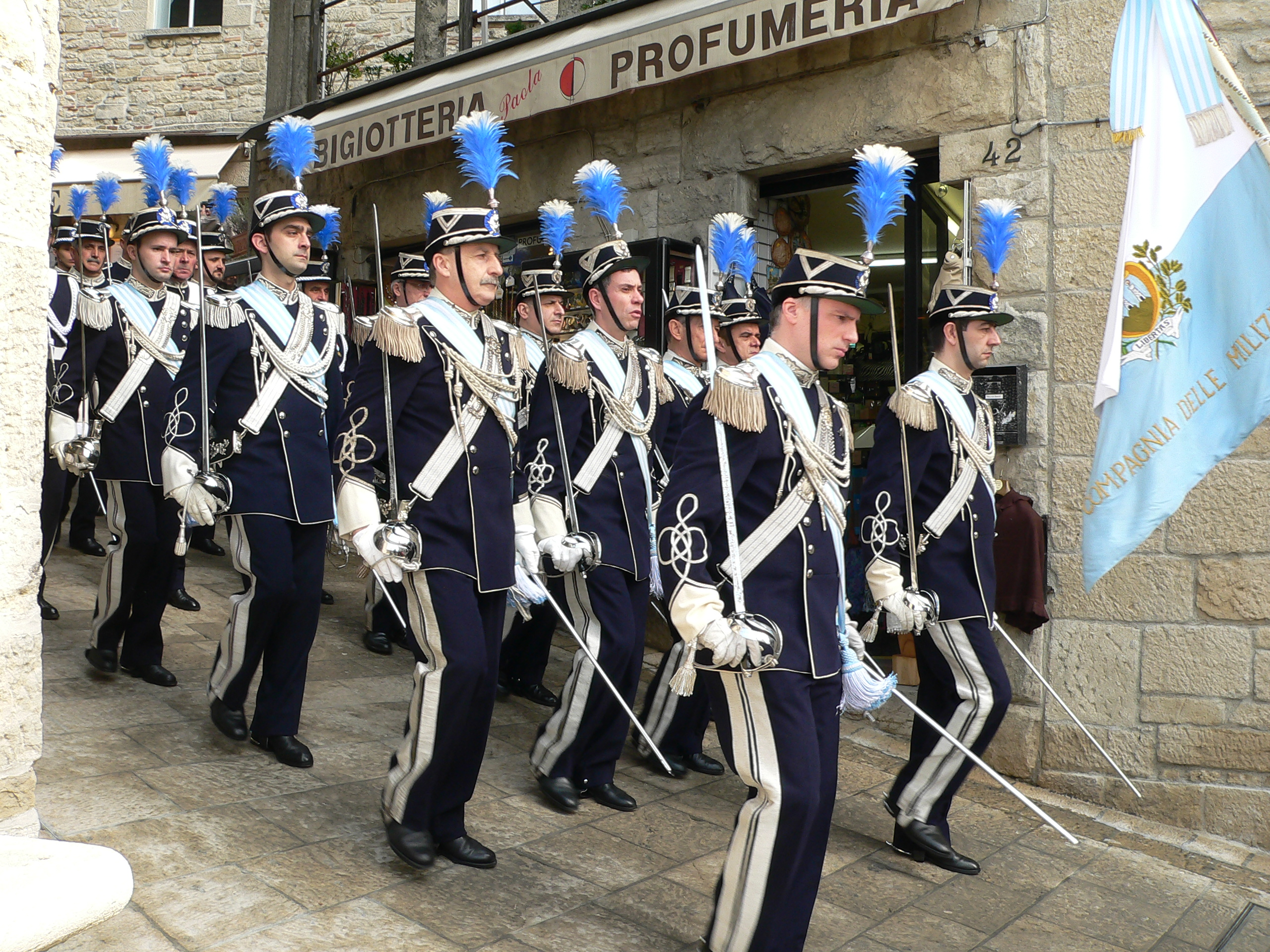
Парад Вооружённых сил Сан-Марино
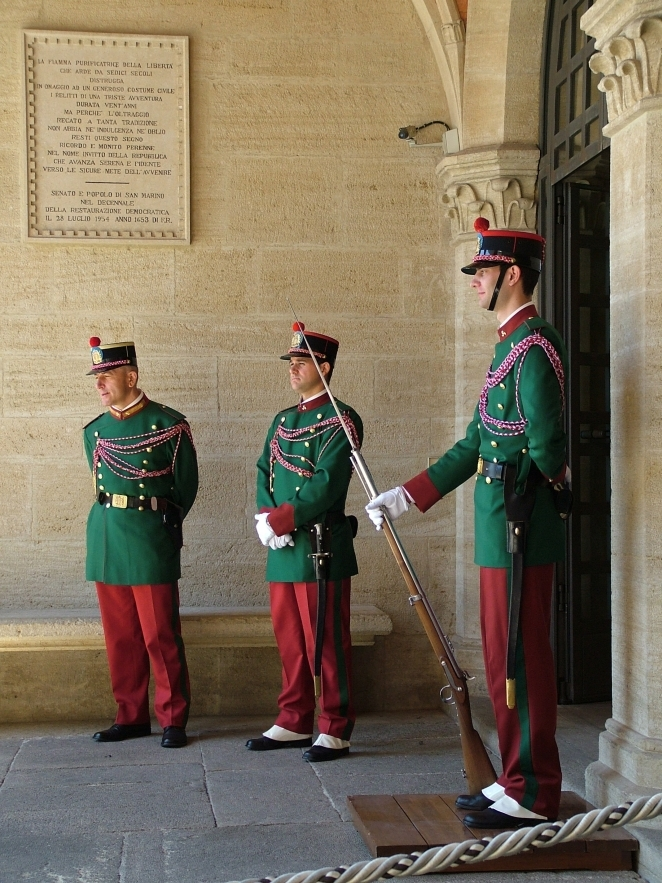
Подразделение «Стража Скалы»
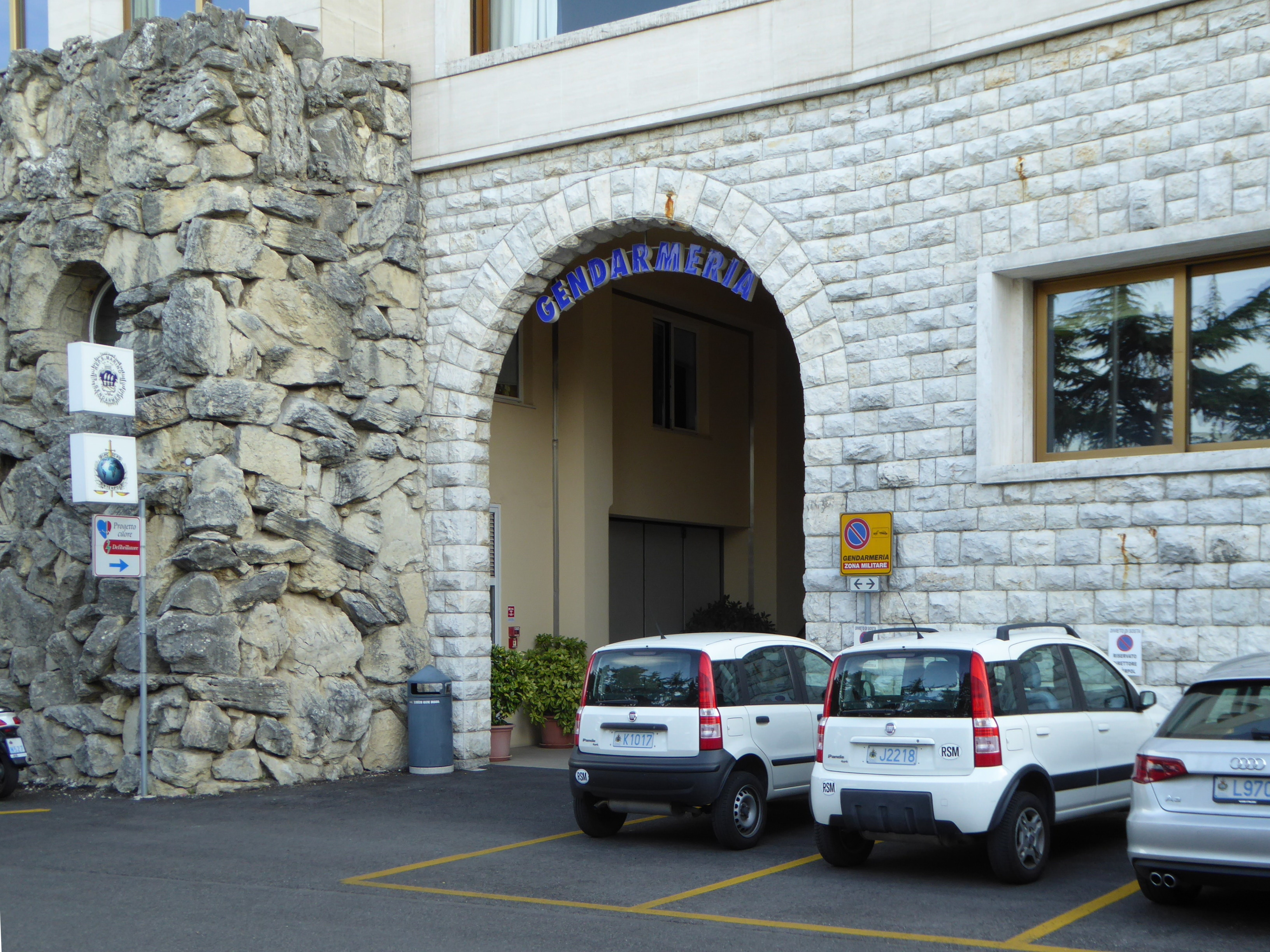
Отделение Жандармерии
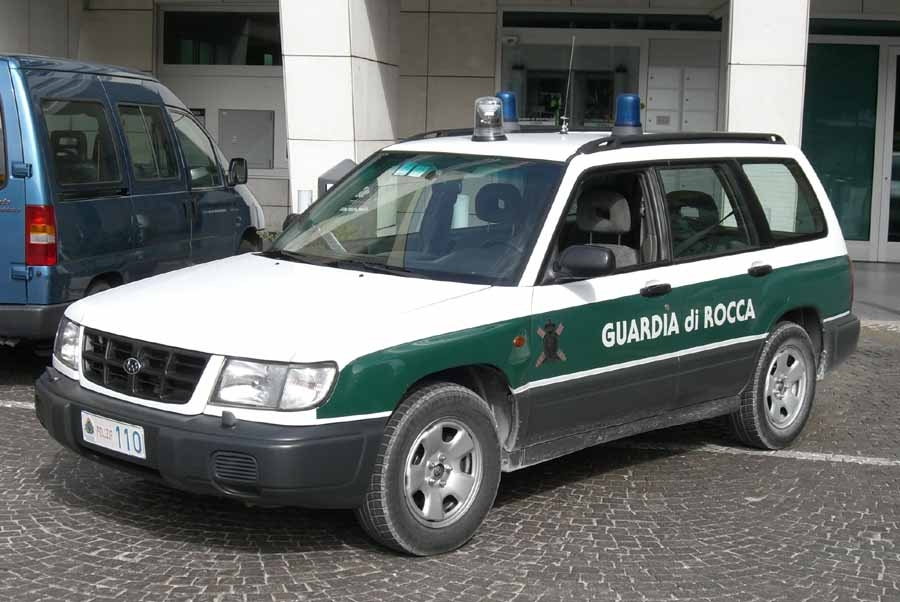
Автомобиль Subaru подразделения «Стража Скалы»
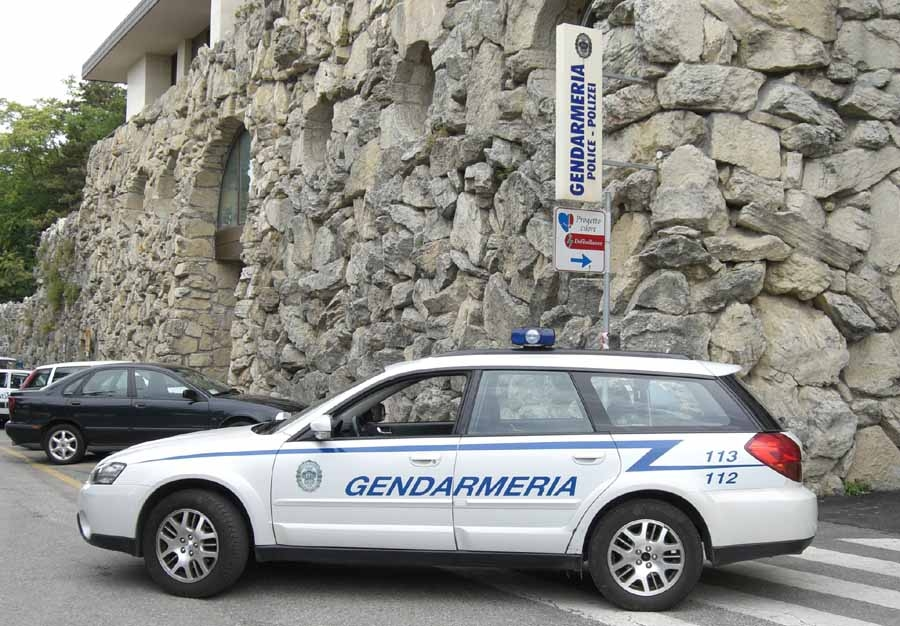
Автомобиль Subaru Жандармерии